# Indice di dipendenza

Indice di dipendenza della popolazione anziana (con almeno 65 anni) nel mondo, 2017.

L'indice di dipendenza o tasso di dipendenza è un indicatore statistico dinamico usato nella statistica demografica che serve a misurare il rapporto tra individui dipendenti e indipendenti in una popolazione. Esso si calcola facendo il rapporto tra le persone considerate in età "non attiva" e quelle considerate in "età attiva". Nello specifico, si tratta del rapporto tra persone con meno di 14 e più di 65 anni , e le persone tra i 14 e i 64 anni.
{\displaystyle ID=((P_{\geq 65}+P_{\leq 14})/P_{14<65})\cdot 100}
Dove {\displaystyle P_{\geq 65}} indica la popolazione di età 65 anni e oltre e {\displaystyle P_{\leq 14}} indica la popolazione con età compresa tra i 0 ed i 14 anni.